# 29-и AVN награди
29-ата церемония по връчване на AVN наградите е събитие, на което списание „AVN“ представя своите годишни награди в чест на най-добрите порнографски филми, изпълнители и продукти за възрастни за 2011 г. в САЩ.
Церемонията по връчване на наградите се състои на 21 януари 2012 г. в Лас Вегас, САЩ и е проведена за първи път в концертната зала „Джойнт“ на „Хардрок хотел и казино“ в Лас Вегас, САЩ. Шоуто е излъчено в САЩ по телевизия „Шоутайм“, а водещи на връчването на наградите са порнографските актриси Бри Олсън и Съни Леоне, както и комедийният актьор Дейв Атъл.
„Портрет на една компаньонка“ е избран за филм на годината, като печели също категорията за най-добър игрален филм и носи наградата за най-добър режисьор на игрален филм на Греъм Трейвис, а изигралата главната роля в него Джеси Андрюс е определена за най-добра актриса.
Боби Стар печели наградата за изпълнителка на годината, а Бруклин Лий получава приза за най-добра нова звезда. За чуждестранна изпълнителка на годината е обявена Алеска Даймънд от Унгария. Аса Акира става изпълнителката с най-много спечелени награди, след като побеждава в шест категории: най-добро закачливо изпълнение, най-добра соло секс сцена, най-добра сцена с анален секс, най-добра секс сцена с двойно проникване, най-добра секс сцена
с тройка момиче/момче/момче, най-добра групова секс сцена. Райли Стийл е обявена за любимка на феновете, след като печели наградите и в четирите категории за награди на феновете – най-добро тяло, любима порнозвезда, туитър кралица и най-гореща секс сцена.
При мъжете Мануел Ферара получава отличието за изпълнител на годината, Дейл Дейбоун е носител на наградата за най-добър актьор за ролята си в пародия на „Елвис ХХХ“, а Ксандер Корвус е определен за най-добър новак и най-добър поддържащ актьор за ролята си в „Стар Трек: следващото поколение – ХХХ пародия“.

## Водещи, домакини и специални гости на церемонията
Освен основните водещи на церемонията по връчване на наградите – Бри Олсън, Съни Леоне и Дейв Атъл, като домакини на шоуто се изявяват и порноактьорите Джеси Джейн, Кейдън Крос, Кърстен Прайс, Джеси Андрюс и Дейв Наваро, които посрещат гостите и участниците на церемонията на „червения килим“ и правят интервюта с тях преди церемонията и по време на самата церемония – „зад сцената“. Трофейни момичета са също порноактриси – Брет Роси и Никол Анистън, които носят статуетките на сцената на шоуто. Носителите на наградите в отделните категории, по реда на представянето им на церемонията, се обявяват от т.нар. презентатори, които връчват и самите статуетки. Сред презентаторите са Райли Стийл, Саманта Сейнт, Стоя, Шанел Престън, Али Хейз, Кристина Роуз, Джена Хейз, Джесика Дрейк и други.
Церемонията е открита с изпълнение на въздушна танцова акробатика от Беладона и нейната група танцьорки.
Музикален гост е рапърът Too $hort, който изпълнява на сцената песните си „Porno Bitch“ и „Blow the Whistle“, а диджей е порноактрисата Хели Хелфайър.

## Носители на награди

### Индивидуални награди

#### Жени
| Категория                             | Носителка                | Номинирани |
| ------------------------------------- | ------------------------ | --- |
| Изпълнителка на годината              |                          | Аса Акира Лекси Бел Дана ДеАрмонд Грейси Глам Али Хейз Джеси Джейн Кагни Лин Картър Кимбърли Кейн Кейдън Крос Лили Лейбоу Финикс Мари Шанел Престън Кристина Роуз Анди Сан Димас Алексис Тексас |
| Най-добра нова звезда                 |                          | Абела Андерсън Джеси Андрюс Айдън Ашли Бетани Бенц Лили Картър Скин Даймънд Аш Холивуд Биби Джоунс Джинкс Мейз Холи Майкълс Селена Роуз Саманта Сейнт Лекси Суалоу Лиз Тейлър Зои Вос |
| Най-добра актриса                     |                          | Капри Андерсън – Беглец Тори Блек – Убийствени органи Джесика Дрейк – Хоризон Хилари Скот – Флинстоун: XXX пародия Анди Сан Димас – Rezervoir Doggs: An Exquisite Films Parody |
| Най-добра поддържаща актриса          |                          | |
| Чуждестранна изпълнителка на годината | Алеска Даймънд · Унгария | Блу Ейнджъл Унгария · Зафира Унгария · Блек Анджелика Румъния · Лу Шармел Франция · Лиза Дел Сиера Франция · Синди Долар Чехия · Франциска Хаймес Колумбия · Еуфрат Унгария · Кати Хевън Унгария · Анна Полина Франция · Джеси Волт Франция · Джема Маси Великобритания · Алета Оушън Унгария · Тара Уайт Чехия |
| MILF изпълнител на годината           |                          | |
| Невъзпята звезда на годината          |                          | |

#### Мъже
| Категория                           | Носител               |
| ----------------------------------- | --------------------- |
| Изпълнител на годината              | Мануел Ферара         |
| Най-добър новак                     | Ксандер Корвус        |
| Най-добър актьор                    | Дейл Дейбоун          |
| Най-добър поддържащ актьор          | Ксандер Корвус        |
| Чуждестранен изпълнител на годината | Роко Сифреди · Италия |

#### Транссексуални изпълнители
| Категория                             | Носител | Номинирани |
| ------------------------------------- | ------- | ---------- |
| Транссексуален изпълнител на годината |         |            |

#### Общи категории
| Категория                    | Носител     | Номинирани |
| ---------------------------- | ----------- | --- |
| Кросоувър звезда на годината | Рон Джереми | Британи Андрюс Капри Андерсън Лиса Ан Ники Бенц Ашли Блу Дейв Къмингс Порно Дан Али Хейз Джеси Джейн Кейси Джордан Кейдън Крос Ясмин Лий Съни Леоне Бри Олсън Анди Сан Димас Ейнджи Севидж |

### Награди за изпълнение на сцени
| Категория                                         | Носители |
| ------------------------------------------------- | --- |
| Най-добро закачливо изпълнение                    | Аса Акира – „Аса Акира е ненаситна 2“                                                                                            |
| Най-добра соло секс сцена                         | Аса Акира – „Конфронтацията на суперзвездите 2“                                                                                  |
| Най-добра сцена с орален секс                     | Бруклин Лий и Джулз Вентура – „Американски куросмучещи уличници“                                                                 |
| Най-добра сцена с анален секс                     | Аса Акира и Начо Видал – „Аса Акира е ненаситна 2“                                                                               |
| Най-добра секс сцена с двойно проникване          | Аса Акира – „Аса Акира е ненаситна 2“                                                                                            |
| Най-добра секс сцена момиче/момче                 | Лекси Бел и Мануел Ферара – „Красавиците 3“                                                                                      |
| Най-добра секс сцена момиче/момиче                | Дейна Диармонд и Беладона – „Беладона: сексуален изследовател“                                                                   |
| Най-добра секс сцена с тройка момиче/момче/момче  | Аса Акира, Мик Блу и Тони Рибас – „Аса Акира е ненаситна 2“                                                                      |
| Най-добра секс сцена с тройка момиче/момиче/момче | Джейда Стивънс, Кристина Роуз и Начо Видал – „Ass Worship 13“                                                                    |
| Най-добра сцена с групов секс                     | Аса Акира, Ерик Евърхард, Рамон Номар, Дани Маунтайн, Джон Джон, Тони Рибас, Джон Стронг, Брок Адамс – „Аса Акира е ненаситна 2“ |
| Най-добра групова секс сцена само с момичета      | Бруклин Лий, Миси Мартинез, Зои Холоуей и Даймънд Фокс – „Чери 2“                                                                |
| Най-добра POV секс сцена                          | Анди Сан Димас, Боби Стар, Ерик Евърхард – „Двойна визия 3“                                                                      |
| Най-добра сцена с жесток секс                     | Бруклин Лий и Джулз Вентура – „Американски куросмучещи уличници“                                                                 |
| Най-добра секс сцена в чуждестранна продукция     | Бруклин Лий и Ийън Скот – „Мисия Аспосибъл“                                                                                      |

### Награди на феновете
| категория             | носител                                                                   |
| --------------------- | ------------------------------------------------------------------------- |
| Най-добро тяло        | Райли Стийл                                                               |
| Туитър кралица        | Райли Стийл                                                               |
| Любима порнозвезда    | Райли Стийл                                                               |
| Най-гореща секс сцена | Кейдън Крос, Джеси Джейн, Райли Стийл, Стоя и Мануел Ферара – „Бавачки 2“ |

## Зала на славата

### Видео бранш (актьори)
Джули Ештън, Джена Хейз, Силвия Сейнт, Инари Веш, Стейси Валънтайн, Алиша Клас, Тони Рибас, Начо Видал, Роб Блек, Ерик Евърхард, Марк Шпиглър